# El mandato
El mandato es una novela del escritor argentino José Pablo Feinmann. Fue publicada por el Grupo Editorial Norma, en 2000. La novela se inspira en un cuento del propio autor, publicado en la revista Superhumor, en 1982.
El tema central del mandato es la imperiosa necesidad de Leandro Grieff, de cumplir con el mandato de Pedro, su padre, llevando el cumplimiento hasta el límite. La novela tiene como trasfondo histórico - social los sucesos políticos ocurridos entre finales de los años 1920 y los comienzos de los años 30, con el primer derrocamiento de un presidente argentino (Yrigoyen) y la asunción al poder de un militar, el general Uriburu. Este hecho marca el comienzo del fracaso de un “mandato patriótico", dando comienzo al desprestigio de la democracia y  la aceptación de los golpes de estado.

## Argumento
Leandro Graieff es hijo único de Pedro, un alemán radicado en el ficticio pueblo Ciervo Verde, de la provincia de Buenos Aires. Pedro Graieff, prácticamente, se ha convertido en dueño del pueblo. Es el que manda. Su mujer ha quedado infértil y sumida en un estado de melancolía después del nacimiento de Leandro. Pedro no tiene ningún otro hijo que pueda cumplir con “el mandato”: quiere un nieto y se lo dice claramente a Leandro.  
Para cumplir con la voluntad de su padre, Leandro se casa con Laura Espinosa. El tiempo transcurre y Laura no queda embarazada. Se hace análisis clínicos y ella es fértil. El que no puede tener hijos es Leandro. Para cumplir con el mandato paterno, le hace una propuesta a un empleado de su padre, Mario Bonomi, que es casado y padre de cuatro hijos. Mario acepta el trato: él se encargará de dejar embarazada a Laura.